# Un grito en la oscuridad
Evil Angels (titulada A Cry in the Dark fuera de Australia y Nueva Zelanda y  Un grito en la oscuridad en español) es una película australoestadounidense de drama dirigida por Fred Schepisi, con guion de Robert Caswell y el mismo Schepisi, y estrenada en 1988. Basada en la historia real de la familia Chamberlain, contó con actuación de Meryl Streep y Sam Neill.
La película tuvo cuatro candidaturas a los Globos de oro, y Streep tuvo la del premio a la Mejor Actriz en los Oscar y ganó en Cannes el de Mejor interpretación femenina.

## Sinopsis
Durante unas vacaciones en la montaña, los Chamberlain pierden a su hija Azaria, una niña de pocos meses. La madre le cuenta a la policía que durante la noche oyó ruidos y vio cómo entraba un dingo en la tienda de campaña y se llevaba a la criatura. Como, a pesar de la minuciosa busca llevada a cabo por la policía, el cuerpo de la niña no se encuentra, la madre acaba siendo acusada de asesinato.

## Reparto
- Meryl Streep: Lindy Chamberlain[2]
- Sam Neill: Michael Chamberlain[3]
- Bruce Myles: Ian Barker[4]
- Neil Fitzpatrick: John Harber Phillips[5]
- Bud Tingwell: James Muirhead[6]
- Maurie Fields: Denis Barritt[7]
- Nick Tate: el detective Graeme Charlwood
- Lewis Fitz-Gerald: Stuart Tipple
- Dorothy Alison: Avis Murchison, madre de Lindy